# جایزه ساترن بهترین فیلم پویانمایی
جایزه ساترن بهترین فیلم پویانمایی (به انگلیسی: Saturn Award for Best Animated Film) بخشی از جایزه ساترن و یکی از جایزه‌های نام‌دار سالانه است که توسط آکادمی فیلم‌های علمی-تخیلی، فانتزی و ترسناک داده می‌شود. همچنین از جوایز بنیان‌گذاری‌شده در ۱۹۷۸ به‌شمار می‌رود.